# Wallsee-Sindelburg
Wallsee-Sindelburg è un comune austriaco di 2 176 abitanti nel distretto di Amstetten, in Bassa Austria; ha lo status di comune mercato (Marktgemeinde). È stato istituito nel 1971 con l'accorpamento dei comuni soppressi di Sindelburg e Wallsee.